# Leptotes marginalis
Leptotes marginalis är en fjärilsart som beskrevs av Aurivillius 1925. Leptotes marginalis ingår i släktet Leptotes och familjen juvelvingar. Inga underarter finns listade i Catalogue of Life.